# Šota Čočišvili
Šota Samsonovič Čočišvili (in russo Шота Самсонович Чочишвили?, in georgiano შოთა ჩოჩიშვილი?, Shota Chochishvili; Q'vareli, 10 luglio 1950 – Gori, 27 agosto 2009) è stato un judoka sovietico.

## Palmarès

### Olimpiadi
- 2 medaglie:
  - 1 oro (Monaco di Baviera 1972 nei 93 kg)
  - 1 bronzo (Montréal 1976 nell'open)

### Mondiali
- 1 medaglia:
  - 1 bronzo (Vienna 1975 nell'open)

### Europei
- 5 medaglie:
  - 4 argenti (Madrid 1973 nell'open; Londra 1974 nell'open; Lione 1975 nell'open; Kiev 1976 a squadre)
  - 1 bronzo (Ludwigshafen 1977 nell'open)